# Pablo Lima
Pablo José Mongelo Lima, plus connu sous le nom de Pablo Lima, né le 11 février 1986 à Porto Alegre (Brésil) est un ancien joueur de padel professionnel brésilien.
Il est considéré comme le meilleur joueur de l'histoire de son pays dans ce sport. 

## Biographie
Pablo découvre le padel à 9 ans avec son père au club Hormiga de sa ville natale, Porto Alegre. Remportant de nombreux titres et souvent convoqué avec la sélection nationale junior du Brésil, il accède en 2004 au circuit de padel espagnol grâce à Roby Gattiker, légende du padel argentin et l'un des premiers numéro un mondial, qui le prend comme partenaire pendant deux saisons.
Il se révèle réellement au grand public en 2008, en atteignant 14 quarts de finale et 4 demi-finales (malgré une blessure à la cheville) avec son compatriote Marcello Jardim. À partir de cette année là, il forme avec l'espagnol Juani Mieres la mythique paire des "Princes", et deviennent les principaux rivaux de la légendaire (et probablement meilleure de l'histoire) paire Fernando Belasteguín et Juan Martín Díaz. Lors de la séparation de ces deux derniers, Pablo Lima s'associe à Fernando Belasteguín avec qui il va former la nouvelle paire numéro 1 du circuit pendant trois saisons de domination, avant de laisser leur trône à Maxi Sánchez et Sanyo Gutiérrez.
Pablo tente alors une association avec Alejandro Galán lors de la saison 2019, formant une paire solide mais irrégulière, remportant malgré tout cinq tournois World Padel Tour dont le Master Final à Madrid. Il va ensuite changer plusieurs de partenaire, tentant de recréer la paire des "Princes" avec Juani Mieres, avant de s'allier notamment à Paquito Navarro avec qui il gagnera un tournoi WPT en 2020, puis avec Agustín Gómez Silingo en 2021 sans réel succès. Il retrouve néanmoins le chemin des titres cette année là en formant une paire avec le jeune prodige argentin Agustín Tapia (deux victoires en tournoi World Padel Tour), et également en 2022 avec Franco Stupaczuk avec qui il gagnera un tournoi World Padel Tour et deux tournois Premier Padel.
Il met un terme à sa carrière fin 2023, à 36 ans, à la suite du WPT Madrid Master.

## Titres

### Premier Padel
| N.º | Année | Tournoi | Catégorie | Partenaire       | Adversaires en finale              | Résultat        |
| --- | ----- | ------- | --------- | ---------------- | ---------------------------------- | --------------- |
| 1.  | 2022  | Mendoza | P1        | Franco Stupaczuk | Fernando Belasteguín Arturo Coello | 6-2 / 4-6 / 7-6 |
| 2.  | 2022  | Gizeh   | P1        | Franco Stupaczuk | Alejandro Galán Juan Lebrón        | 2-6 / 7-6 / 7-6 |

### Padel Pro Tour -World Padel Tour
| N.º | Année | Tournoi                      | Catégorie    | Partenaire           | Adversaires en finale                  | Résultat        |
| --- | ----- | ---------------------------- | ------------ | -------------------- | -------------------------------------- | --------------- |
| 1.  | 2009  | Majadahonda                  |              | Juani Mieres         | Cristian Gutiérrez Sebastián Nerone    |                 |
| 2.  | 2009  | Logroño                      |              | Juani Mieres         | Gabriel Reca Hernán Auguste            |                 |
| 3.  | 2009  | Salamanque                   |              | Juani Mieres         | Juan Martín Díaz Fernando Belasteguín  |                 |
| 4.  | 2010  | Ciudad Real                  |              | Juani Mieres         | Gabriel Reca Hernán Auguste            |                 |
| 5.  | 2010  | Cordoue                      |              | Juani Mieres         | Matías Díaz Miguel Lamperti            |                 |
| 6.  | 2010  | Valladolid                   |              | Juani Mieres         | Gabriel Reca Hernán Auguste            |                 |
| 7.  | 2010  | Séville                      |              | Juani Mieres         | Juan Martín Díaz Fernando Belasteguín  |                 |
| 8.  | 2011  | Mendoza                      |              | Juani Mieres         | Juan Martín Díaz Fernando Belasteguín  |                 |
| 9.  | 2011  | Tarragone                    |              | Juani Mieres         | Cristian Gutiérrez Miguel Lamperti     |                 |
| 10. | 2011  | Valence                      |              | Juani Mieres         | Maxi Grabiel Fernando Poggi            |                 |
| 11. | 2012  | Marbella                     |              | Juani Mieres         | Maxi Grabiel Miguel Lamperti           |                 |
| 12. | 2012  | Acapulco                     |              | Juani Mieres         | Gabriel Reca Agustín Gómez Silingo     |                 |
| 13. | 2012  | Séville                      |              | Juani Mieres         | Jordi Muñoz Maxi Sánchez               |                 |
| 14. | 2012  | Madrid                       |              | Juani Mieres         | Sanyo Gutiérrez Sebastián Nerone       |                 |
| 15. | 2013  | Madrid                       |              | Juani Mieres         | Juan Martín Díaz Fernando Belasteguín  |                 |
| 16. | 2013  | El Puerto de Santa María     | Open         | Juani Mieres         | Matías Díaz Cristian Gutiérrez         |                 |
| 17. | 2013  | Las Palmas de Grande Canarie | Open         | Juani Mieres         | Maxi Grabiel Miguel Lamperti           |                 |
| 18. | 2013  | Villa Carlos Paz             | Open         | Juani Mieres         | Matías Díaz Cristian Gutiérrez         |                 |
| 19. | 2014  | Castellón de la Plana        | Open         | Juani Mieres         | Juan Martín Díaz Fernando Belasteguín  |                 |
| 20. | 2014  | Alicante                     | Open         | Juani Mieres         | Juan Martín Díaz Fernando Belasteguín  |                 |
| 21. | 2015  | Río Gallegos                 | Open         | Fernando Belasteguín | Sanyo Gutiérrez Maxi Sánchez           |                 |
| 22. | 2015  | Valladolid                   | Open         | Fernando Belasteguín | Matías Díaz Paquito Navarro            |                 |
| 23. | 2015  | Palma                        | Open         | Fernando Belasteguín | Juan Martín Díaz Maxi Sánchez          |                 |
| 24. | 2015  | Málaga                       | Master       | Fernando Belasteguín | Juan Martín Díaz Maxi Sánchez          |                 |
| 25. | 2015  | La Nucia                     | Open         | Fernando Belasteguín | Juan Martín Díaz Maxi Sánchez          |                 |
| 26. | 2015  | Monaco                       | Master       | Fernando Belasteguín | Matías Díaz Paquito Navarro            |                 |
| 27. | 2015  | Séville                      | Open         | Fernando Belasteguín | Sanyo Gutiérrez Juani Mieres           |                 |
| 28. | 2015  | Vilagarcía de Arousa         | Open         | Fernando Belasteguín | Juan Martín Díaz Maxi Sánchez          |                 |
| 29. | 2015  | Dubaï                        | Master       | Fernando Belasteguín | Sanyo Gutiérrez Juani Mieres           |                 |
| 30. | 2015  | Saint-Sébastien              | Open         | Fernando Belasteguín | Sanyo Gutiérrez Juani Mieres           |                 |
| 31. | 2015  | Valence                      | Master       | Fernando Belasteguín | Adrián Allemandi Miguel Lamperti       |                 |
| 32. | 2015  | Palma                        | Open         | Fernando Belasteguín | Juan Martín Díaz Maxi Sánchez          |                 |
| 33. | 2016  | Gijón                        | Open         | Fernando Belasteguín | Matías Díaz Maxi Sánchez               |                 |
| 34. | 2016  | Barcelone                    | Master       | Fernando Belasteguín | Juan Martín Díaz Cristian Gutiérrez    |                 |
| 35. | 2016  | Las Rozas de Madrid          | Open         | Fernando Belasteguín | Sanyo Gutiérrez Paquito Navarro        |                 |
| 36. | 2016  | Palma                        | Open         | Fernando Belasteguín | Juan Martín Díaz Cristian Gutiérrez    |                 |
| 37. | 2016  | Valladolid                   | Open         | Fernando Belasteguín | Sanyo Gutiérrez Paquito Navarro        |                 |
| 38. | 2016  | Las Palmas de Grande Canarie | Open         | Fernando Belasteguín | Sanyo Gutiérrez Paquito Navarro        |                 |
| 39. | 2016  | Las Rozas de Madrid          | Open         | Fernando Belasteguín | Matías Díaz Maxi Sánchez               |                 |
| 40. | 2016  | Séville                      | Open         | Fernando Belasteguín | Sanyo Gutiérrez Paquito Navarro        |                 |
| 41. | 2016  | La Corogne                   | Open         | Fernando Belasteguín | Sanyo Gutiérrez Paquito Navarro        |                 |
| 42. | 2016  | Saragosse                    | Challenger   | Fernando Belasteguín | Matías Díaz Maxi Sánchez               |                 |
| 43. | 2016  | Buenos Aires                 | Master       | Fernando Belasteguín | Sanyo Gutiérrez Paquito Navarro        |                 |
| 44. | 2016  | Saint-Sébastien              | Open         | Fernando Belasteguín | Sanyo Gutiérrez Paquito Navarro        |                 |
| 45. | 2017  | La Corogne                   | Open         | Fernando Belasteguín | Sanyo Gutiérrez Paquito Navarro        |                 |
| 46. | 2017  | Barcelone                    | Master       | Fernando Belasteguín | Sanyo Gutiérrez Paquito Navarro        |                 |
| 47. | 2017  | Alicante                     | Open         | Fernando Belasteguín | Sanyo Gutiérrez Paquito Navarro        |                 |
| 48. | 2017  | Lisbonne                     | Challenger   | Fernando Belasteguín | Sanyo Gutiérrez Paquito Navarro        |                 |
| 49. | 2017  | Grenade                      | Open         | Fernando Belasteguín | Sanyo Gutiérrez Paquito Navarro        |                 |
| 50. | 2017  | Saragosse                    | Challenger   | Fernando Belasteguín | Matías Díaz Maxi Sánchez               |                 |
| 51. | 2017  | Buenos Aires                 | Master       | Fernando Belasteguín | Sanyo Gutiérrez Paquito Navarro        |                 |
| 52. | 2017  | Madrid                       | Master Final | Fernando Belasteguín | Matías Díaz Maxi Sánchez               |                 |
| 53. | 2018  | Alicante                     | Open         | Fernando Belasteguín | Cristian Gutiérrez Franco Stupaczuk    |                 |
| 54. | 2018  | Valence                      | Master       | Fernando Belasteguín | Sanyo Gutiérrez Maxi Sánchez           |                 |
| 55. | 2018  | Båstad                       | Open         | Fernando Belasteguín | Juan Martín Díaz Paquito Navarro       |                 |
| 56. | 2018  | Bilbao                       | Open         | Paquito Navarro      | Juani Mieres Miguel Lamperti           | 6-3 / 6-3       |
| 57. | 2018  | Madrid                       | Master Final | Fernando Belasteguín | Sanyo Gutiérrez Maxi Sánchez           | 7-6 / 6-3       |
| 58. | 2019  | Valence                      | Open         | Alejandro Galán      | Adrián Allemandi Agustín Gómez Silingo | 6-7 / 7-5 / 6-3 |
| 59. | 2019  | Mijas                        | Open         | Alejandro Galán      | Javier Rico Jorge Nieto                | 7-6 / 6-4       |
| 60. | 2019  | Cascais                      | Master       | Alejandro Galán      | Federico Chingotto Juan Tello          | 6-4 / 6-4       |
| 61. | 2019  | Barcelone                    | Master Final | Alejandro Galán      | Fernando Belasteguín Agustín Tapia     | 7-6 / 6-3       |
| 62. | 2020  | Marbella                     | Master       | Paquito Navarro      | Juan Lebrón Alejandro Galán            | 7-6 / 2-6 / 6-3 |
| 63. | 2021  | Las Rozas de Madrid          | Open         | Agustín Tapia        | Sanyo Gutiérrez Fernando Belasteguín   | 6-1 / 6-4       |
| 64. | 2021  | Málaga                       | Open         | Agustín Tapia        | Martín Di Nenno Paquito Navarro        | 6-2 / 7-6       |
| 65. | 2022  | Toulouse                     | Open         | Franco Stupaczuk     | Juan Lebrón Alejandro Galán            | 7-6 / 6-4       |